# Cannabis en république démocratique du Congo
Le cannabis en république démocratique du Congo est illégal. 

## Histoire
Le cannabis a peut-être été introduit dans la région du Congo dans les années 1850, transporté par des commerçants swahili de Zanzibar . Dans les années 1880, le mouvement Beni Diamba (People of Cannabis) a popularisé l'usage rituel du cannabis dans le sud-ouest du Congo. 

## Économie
Le cannabis est la seule drogue produite localement en RDC (qui est l'un des plus grands producteurs d'Afrique) et est principalement destiné à la consommation locale,, bien que de plus petites quantités soient introduites en contrebande en France et en Belgique.